# 226-та піхотна дивізія (Третій Рейх)
226-та піхотна дивізія (Третій Рейх) (нім. 226. Infanterie-Division) — піхотна дивізія Вермахту, що входила до складу німецьких сухопутних військ у роки Другої світової війни.

## Історія з'єднання
226-та піхотна дивізія була сформована 26 червня 1944 року в ході 27-ї хвилі мобілізації на навчальному центрі Нойгаммер (нім. Truppenübungsplatz Neuhammer) поблизу сілезького містечка Нойгаммер (сучасне польське містечко Сьвентошув) у VIII військовому окрузі. Основою її штабу став персонал розформованої 111-ї піхотної дивізії. 15 серпня 1944 року формування дивізії завершилося, її перекинули на Західний фронт. З 10 до 12 вересня її частини брали участь в операції «Астонія», після чого була фактично роздроблена на кілька складових, які перейшли до берегової оборони важливих портів та міст на атлантичному узбережжі Франції. Її підрозділи оборонялися децентралізовано зокрема в Кале, Дюнкерку тощо. В міру просування союзників вглиб окупованої німцями Європи, осередки їхнього опору знищувалися: 30 вересня капітулював гарнізон в Кале, де оборонялися в основному підрозділи 1041-го гренадерського полку; облога Дюнкерка тривала до 9 травня 1945 року.

## Райони бойових дій
- Німеччина (червень — серпень 1944)
- Франція (серпень — вересень 1944)

## Командування

### Командири
- генерал-лейтенант Вольфганг фон Клюге (нім. Wolfgang von Kluge) (26 червня — вересень 1944).

### Підпорядкованість
| Час     | Корпус   | Армія | Група армій (округ) | Штаб    |
| ------- | -------- | ----- | ------------------- | ------- |
| 1944    |          |       |                     |         |
| серпень | LXVII ак | 15 А  | Група армій «B»     | Дюнкерк |

## Склад
| Серпень 1944                           |
| -------------------------------------- |
| 1040-й гренадерський полк              |
| 1041-й гренадерський полк              |
| 1042-й гренадерський полк              |
| 226-й артилерійський полк              |
| 226-та протитанковий батарея           |
| 226-й фузилерний батальйон             |
| 226-й інженерний батальйон             |
| 226-те дивізійне управління постачання |
| 226-й дивізійний батальйон зв'язку     |
| 226-й резервний батальйон              |